# Clackmannanshire
Il Clackmannanshire (in gaelico Siorrachd Chlach Mhannainn; soprannome: the wee county, abbreviato in Clacks) è una delle 32 council area in Scozia, e al contempo una luogotenenza, confinante con Perth e Kinross, Stirling e Fife.
In termini di popolazione è la council area più piccola della Scozia, escludendo le isole minori, con una popolazione di 51 000 abitanti, la metà dei quali vive nella città più grande, Alloa, che ne è il centro amministrativo, avendo superato in grandezza Clackmannan nel 1822.
Il motto della contea è Look About Yee.

## Geografia
La Ochil Hills si trova nella parte nord della zona. Strathdevon è immediatamente a sud della ripida scarpata formata dal Ochil Fault, lungo la quale i si trovano i villaggi di Hillfoots.
Strathdevon comprende un pianoro a poche centinaia di metri dalle due parti del fiume Devon, che sfocia nel Forth presso Cambus. C'è anche il fiume Black Devon che scorre dopo la città di Clackmannan per unirsi al Forth presso Alloa. Questa confluenza aveva una volta un piccolo molo per il portage verso il molo Dunmore sulla riva meridionale e l'ancoraggio delle imbarcazioni più piccole, mentre le altre di maggior tonnellaggio potevano essere accolte al molo di Dunmore, sulla riva opposta del Forth.

## Località
- Alloa - centro amministrativo
- Alva
- Clackmannan
- Coalsnaughton
- Devonside
- Dollar
- Fishcross
- Glenochil
- Menstrie
- Muckhart
- Sauchie
- Tillicoultry
- Tullibody